# ديان بيرش
ديان بيرش (بالإنجليزية: Dyan Birch)‏ هي مغنية بريطانية، ولدت في 25 يناير 1949.